# Риголет
Риголет (англ. Rigolet) — містечко в Канаді, у провінції Ньюфаундленд і Лабрадор.

## Населення
За даними перепису 2016 року, містечко нараховувало 305 осіб, показавши скорочення на 0,3%, порівняно з 2011-м роком. Середня густина населення становила 84,4 осіб/км².
З офіційних мов обидвома одночасно не володів жоден з жителів, тільки англійською — 300. Усього 5 осіб вважали рідною мовою не одну з офіційних, з них усі — одну з корінних мов.
Працездатне населення становило 57,4% усього населення, рівень безробіття — 33,3% (38,5% серед чоловіків та 28,6% серед жінок). 92,6% осіб були найманими працівниками, а 0% — самозайнятими.

## Клімат
Середня річна температура становить -0,8°C, середня максимальна – 14,7°C, а середня мінімальна – -19,3°C. Середня річна кількість опадів – 908 мм.
| Клімат поселення                              | Клімат поселення | Клімат поселення | Клімат поселення | Клімат поселення | Клімат поселення | Клімат поселення | Клімат поселення | Клімат поселення | Клімат поселення | Клімат поселення | Клімат поселення | Клімат поселення | Клімат поселення |
| Показник                                      | Січ.             | Лют.             | Бер.             | Квіт.            | Трав.            | Черв.            | Лип.             | Серп.            | Вер.             | Жовт.            | Лист.            | Груд.            |                  |
| Середній максимум, °C                         | −10,31           | −9,23            | −4,59            | 1,90             | 7,19             | 12,23            | 14,53            | 14,70            | 10,78            | 5,44             | −0,25            | −7,39            |                  |
| Середня температура, °C                       | −14,81           | −13,73           | −9,08            | −2,6             | 2,67             | 7,73             | 11,66            | 11,82            | 7,91             | 2,57             | −3,12            | −10,27           |                  |
| Середній мінімум, °C                          | −19,31           | −18,21           | −13,58           | −7,11            | −1,84            | 3,24             | 8,78             | 8,94             | 5,03             | −0,32            | −6               | −13,14           |                  |
| Норма опадів, мм                              | 77               | 60               | 73               | 61               | 57               | 80               | 95               | 101              | 100              | 72               | 70               | 62               |                  |
| Середньомісячна швидкість вітру, м/с          | 7.93             | 7.31             | 7.53             | 6.93             | 5.75             | 5.41             | 5.07             | 5.11             | 5.95             | 6.77             | 7.27             | 7.59             |                  |
| Середньомісячна сонячна радіація, кДж/м²·день | 3038             | 6123             | 10788            | 15375            | 17693            | 18541            | 17783            | 14398            | 9884             | 5445             | 2972             | 2084             |                  |
| --------------------------------------------- | ---------------- | ---------------- | ---------------- | ---------------- | ---------------- | ---------------- | ---------------- | ---------------- | ---------------- | ---------------- | ---------------- | ---------------- | ---------------- |
| Джерело:                                      |                  |                  |                  |                  |                  |                  |                  |                  |                  |                  |                  |                  |                  |